# Арбуэт-Сюсот
Арбуэ́т-Сюсо́т (фр. Arbouet-Sussaute) — коммуна во Франции, находится в регионе Новая Аквитания. Департамент — Атлантические Пиренеи. Входит в состав кантона Пеи-де-Бидаш, Амикюз и Остибар. Округ коммуны — Байонна.
Код INSEE коммуны — 64036.

## География

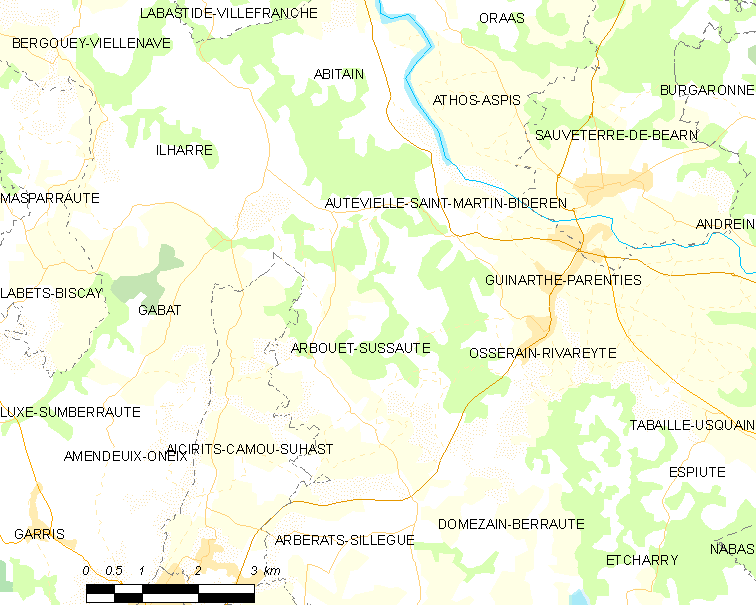
Карта коммуны

Коммуна расположена приблизительно в 670 км к юго-западу от Парижа, в 170 км южнее Бордо, в 55 км к западу от По.

### Климат
Климат тёплый океанический. Зима мягкая, средняя температура января — от +5°С до +13°С, температуры ниже −10 °C бывают редко. Снег выпадает около 15 дней в году с ноября по апрель. Максимальная температура летом порядка 20—30 °C, выше 35 °C бывает очень редко. Количество осадков высокое, порядка 1100 мм в год. Характерна безветренная погода, сильные ветры очень редки.

## Население
Население коммуны на 2010 год составляло 294 человека.
| 1962 | 1968 | 1975 | 1982 | 1990 | 1999 | 2010 |
| ---- | ---- | ---- | ---- | ---- | ---- | ---- |
| 320  | 324  | 293  | 289  | 252  | 227  | 294  |

## Администрация
| Период | Период | Фамилия           | Партия | Примечания |
| ------ | ------ | ----------------- | ------ | ---------- |
| 1995   | 2001   | Жан-Мари Ларрок   |        |            |
| 2001   | 2020   | Эрик Нарбе-Жореги |        |            |

## Экономика
В 2010 году среди 173 человек трудоспособного возраста (15—64 лет) 130 были экономически активными, 43 — неактивными (показатель активности — 75,1 %, в 1999 году было 64,7 %). Из 130 активных жителей работали 123 человека (66 мужчин и 57 женщин), безработных было 7 (1 мужчина и 6 женщин). Среди 43 неактивных 9 человек были учениками или студентами, 20 — пенсионерами, 14 были неактивными по другим причинам.

## Достопримечательности
- Церковь Св. Иоанна Крестителя (1860 год)[4].

## Фотогалерея

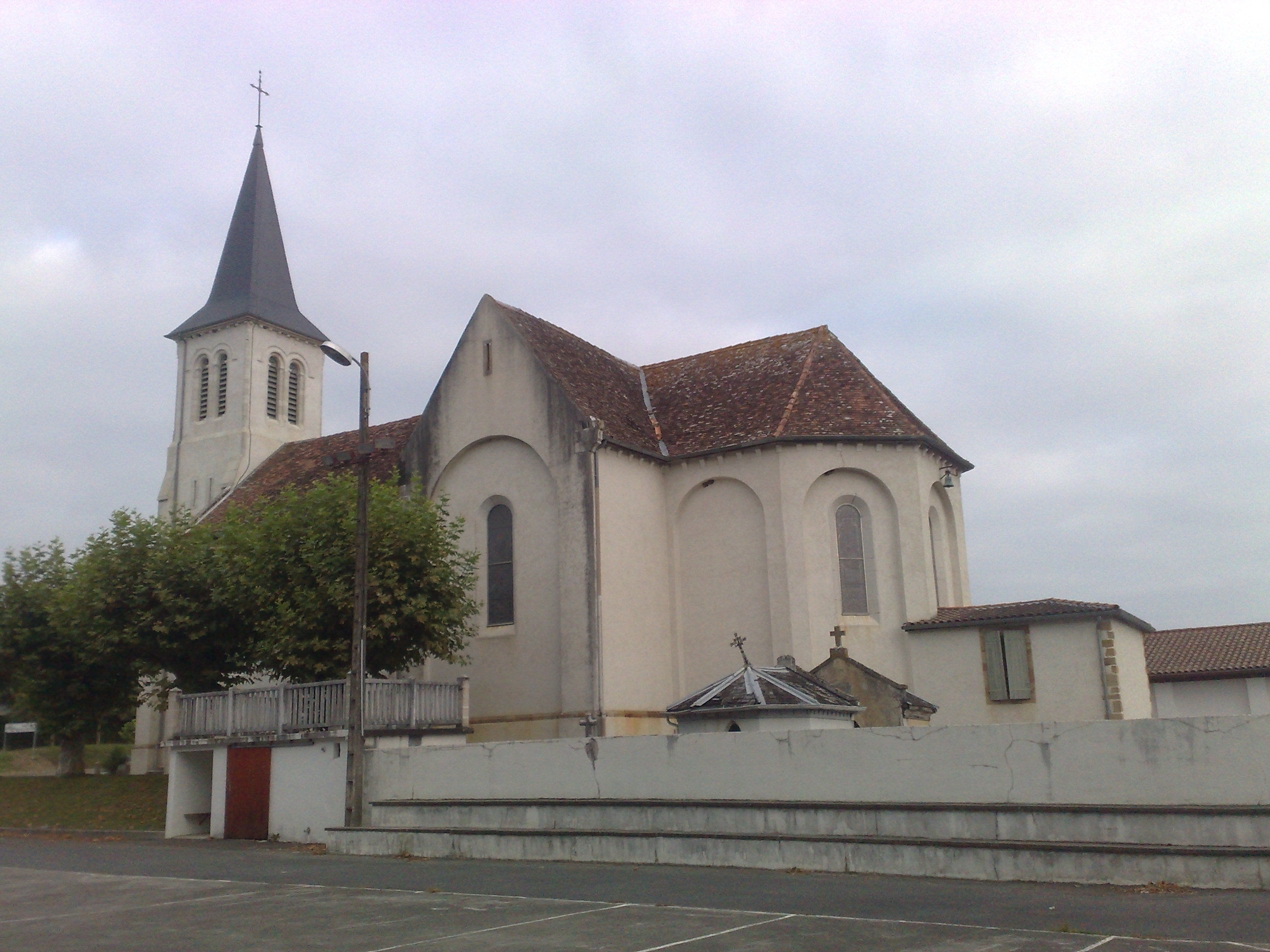
Церковь Св. Иоанна Крестителя
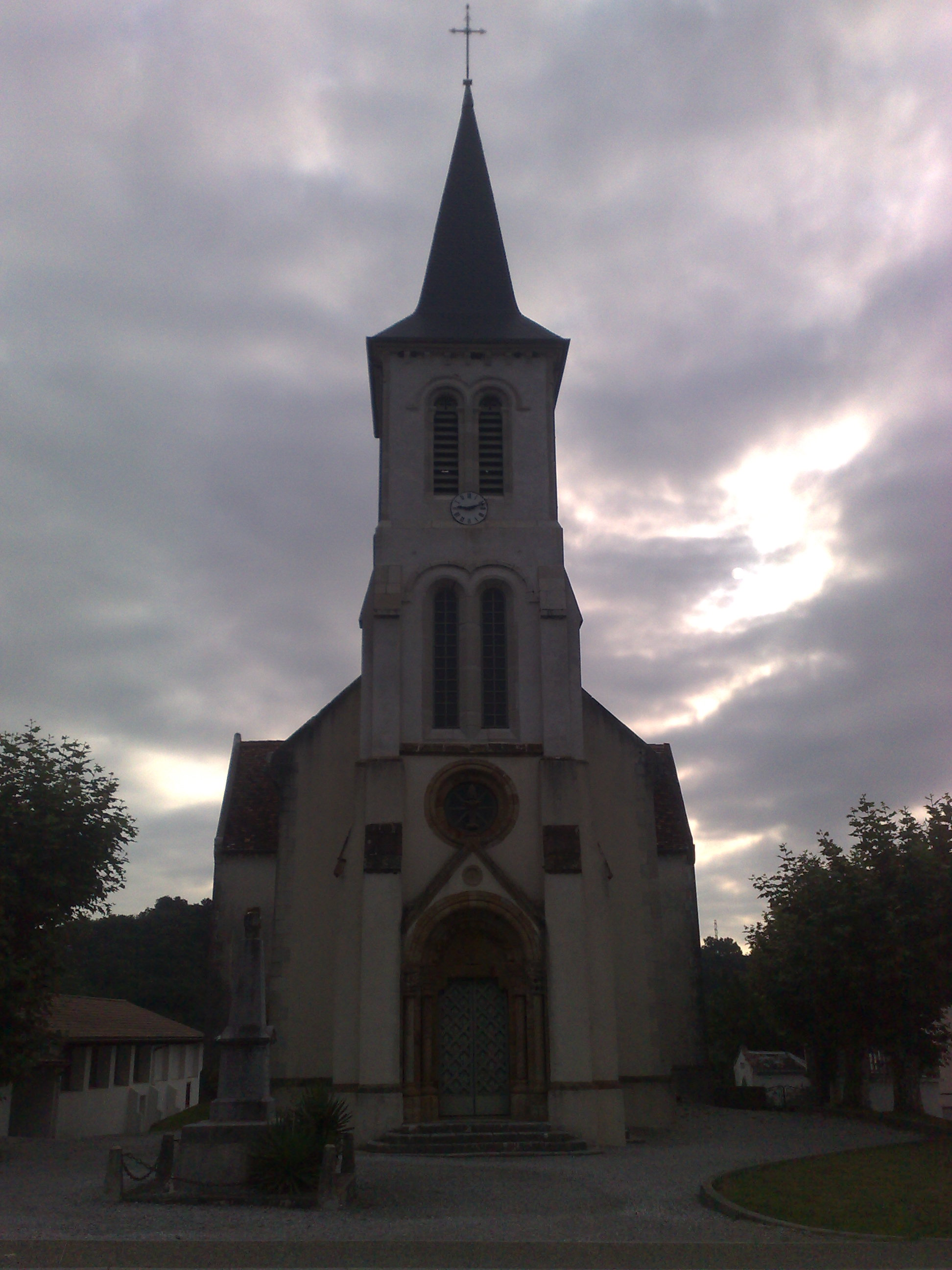
Церковь Св. Иоанна Крестителя
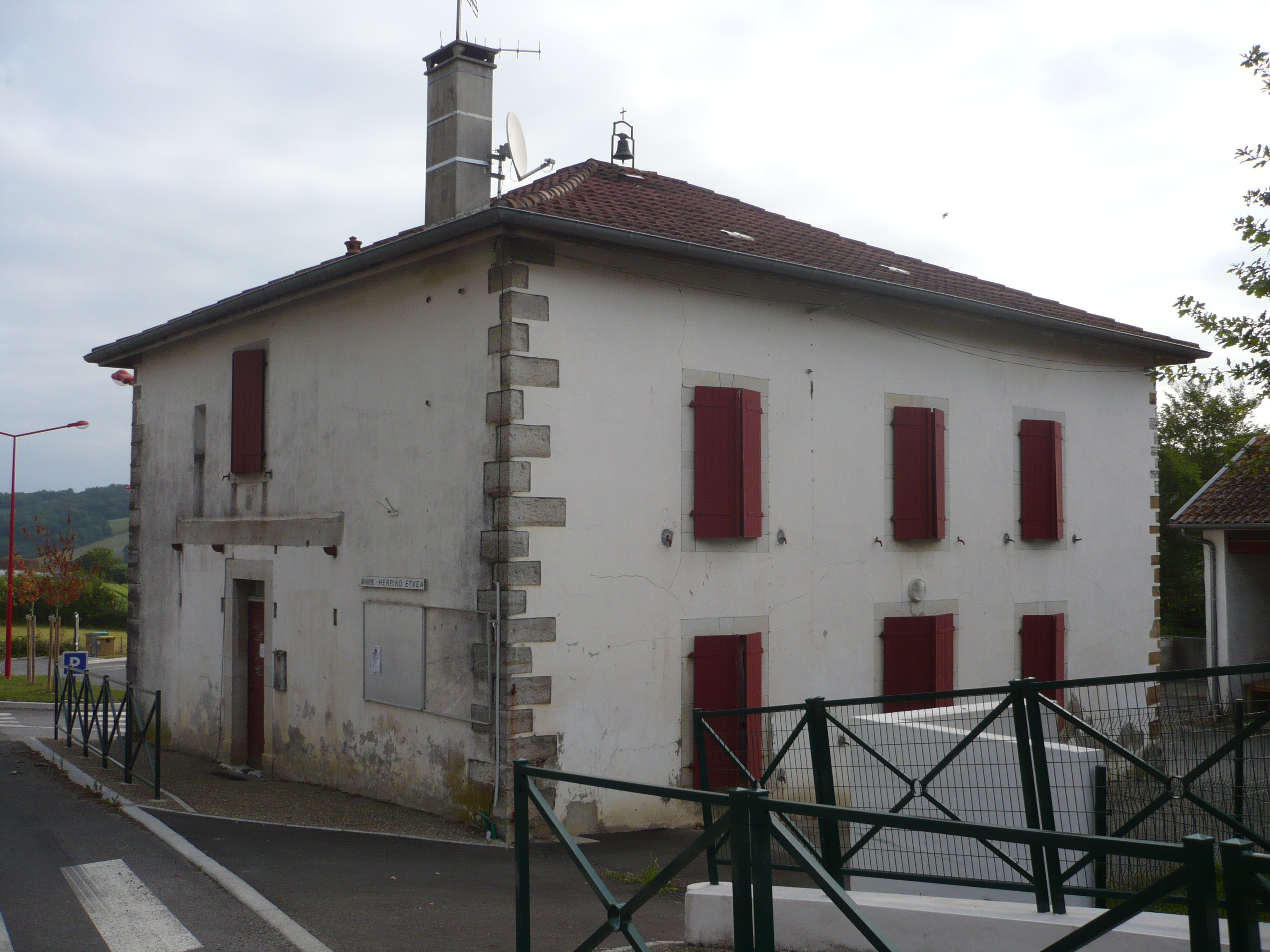
Мэрия
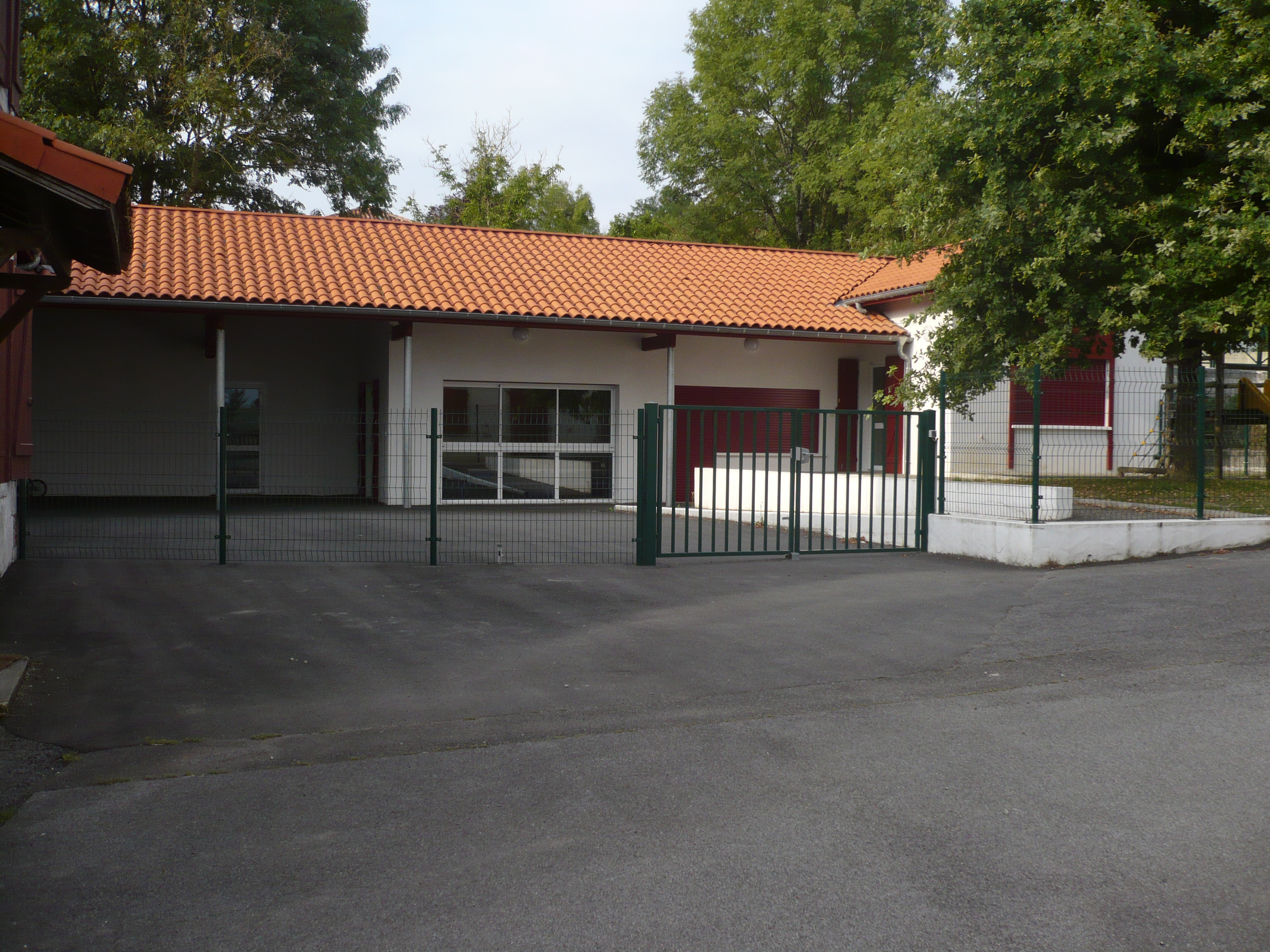
Школа
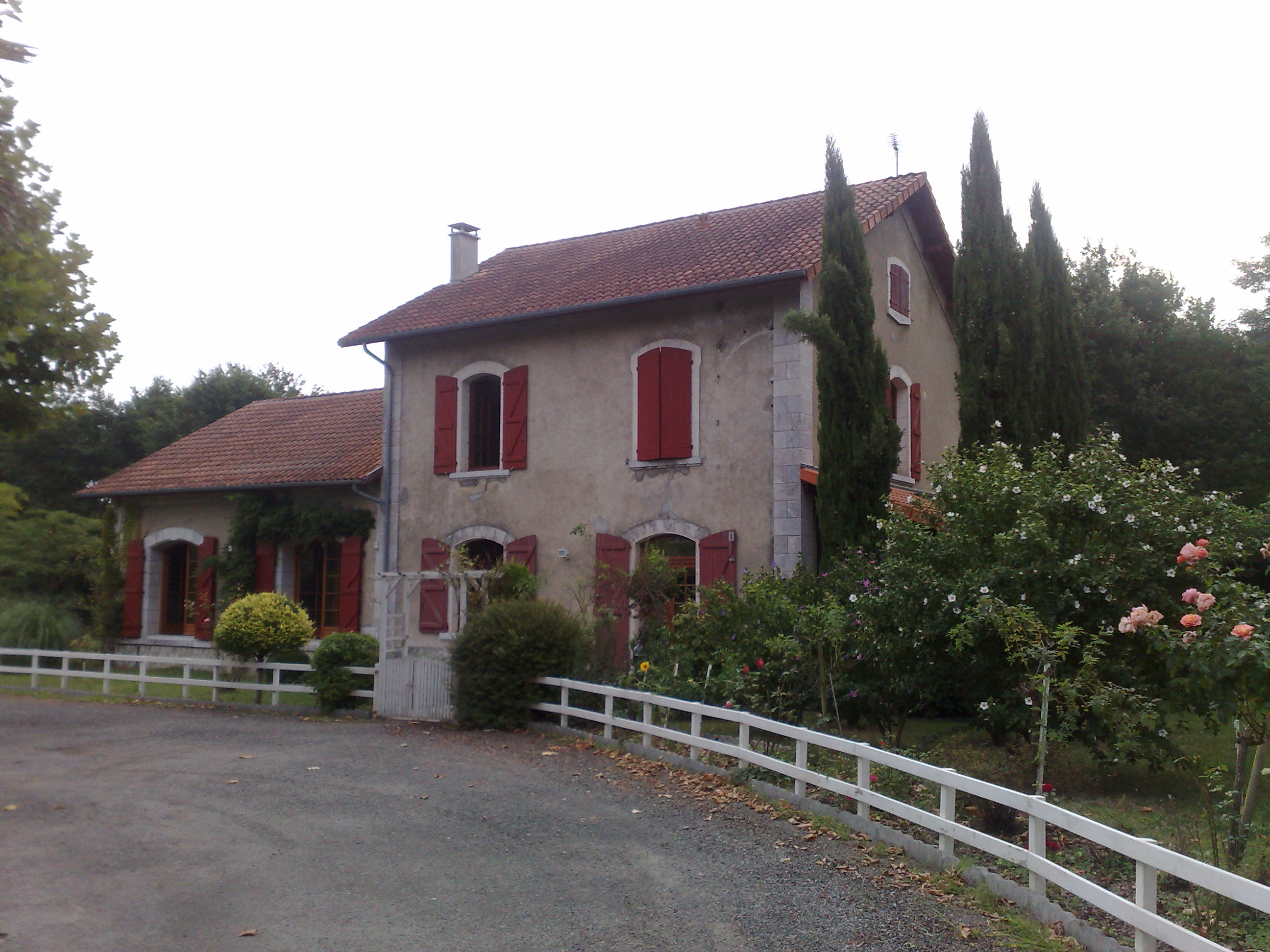
Старый вокзал
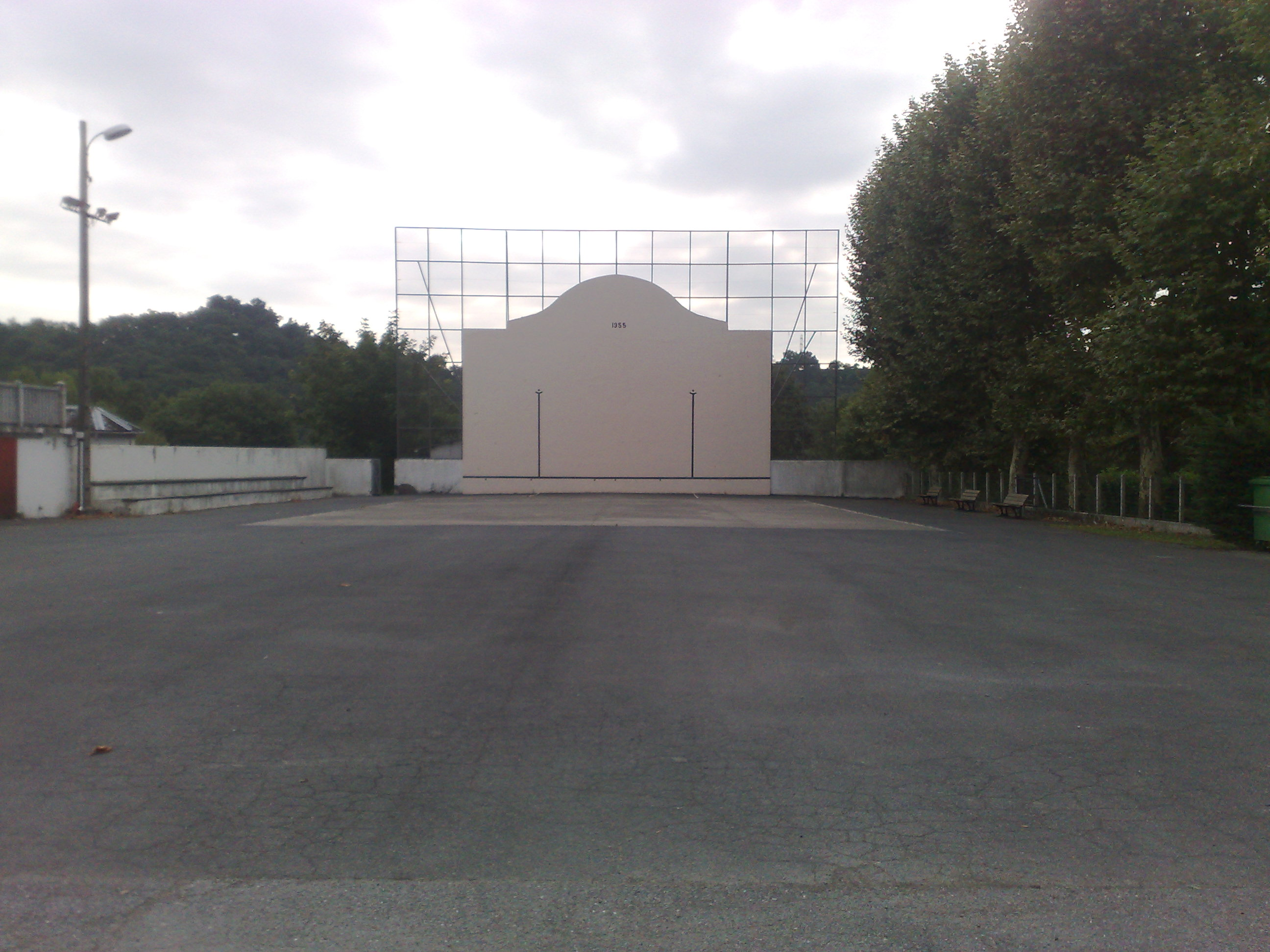
Фронтон (площадка для игры в пелоту)
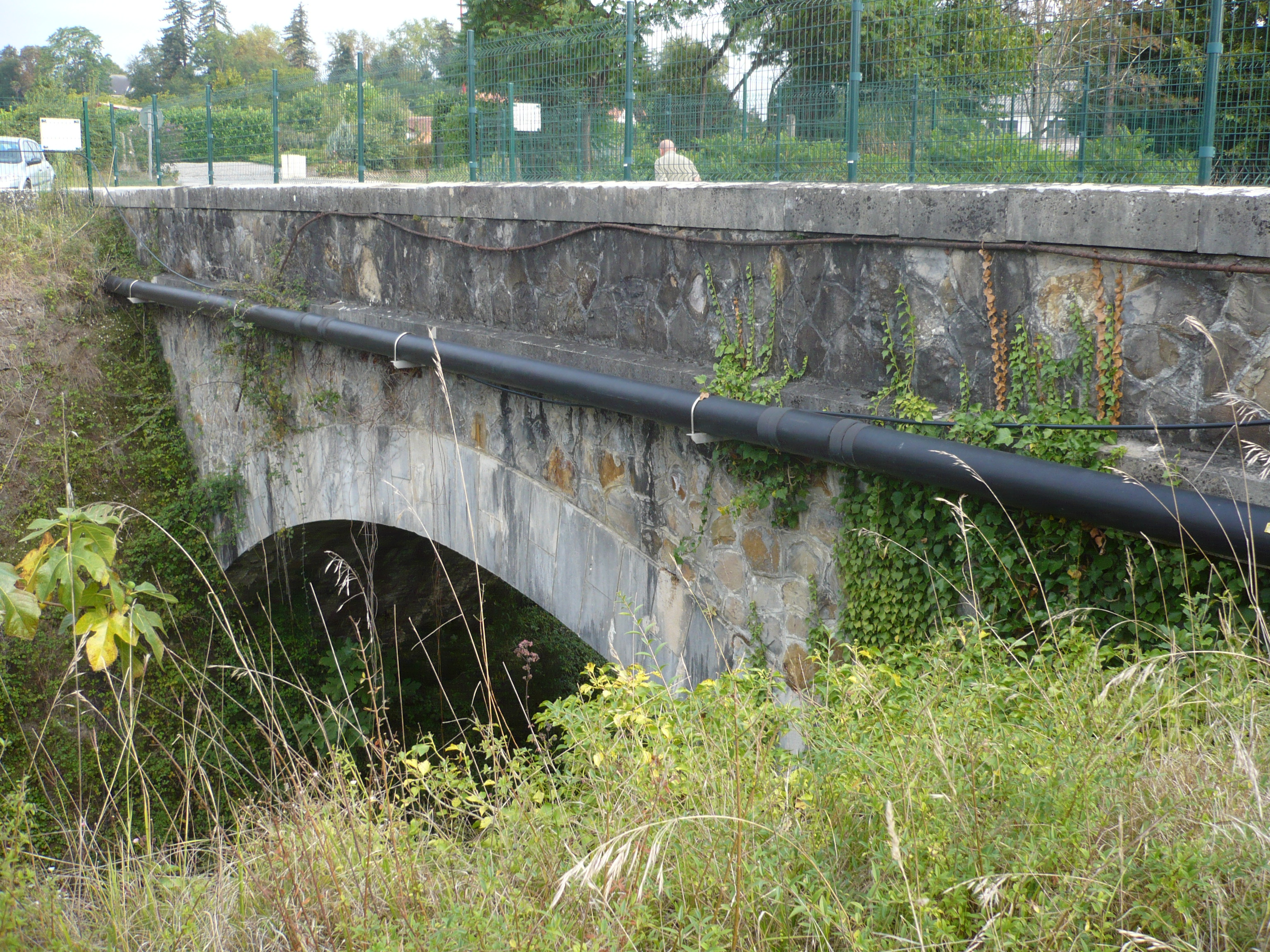
Мост